# Cinema Video Plus
A Cinema Video Plus egy filmek videómegjelenésével foglalkozó, Magyarországon 1995 január és 1996 október között megjelent havilap.
Európa legnagyobb Videó Magazinja.

## Lapszámok
| Megjelenés ideje | Lapszám | Címlap                                                | Oldalszám | Jelentősebb filmek                                                          |
| ---------------- | ------- | ----------------------------------------------------- | --------- | --------------------------------------------------------------------------- |
| 1995/01          | 1.      | Kim Basinger                                          | 82        | Szökésben Lángoló jég Ace Ventura: Állati nyomozó                           |
| 1995/02          | 2.      | Tom Cruise                                            | 82        | Tökéletes mozdulatok Beverly Hills-i zsaru 3. A zűr bajjal jár              |
| 1995/03          | 3.      | Madonna                                               | 82        | Farkas A holló A Flintstone család                                          |
| 1995/04          | 4.      | Arnold Schwarzenegger                                 | 82        | True Lies – Két tűz között Zűrös majom Maverick                             |
| 1995/05          | 5.      | Harrison Ford                                         | 82        | Végveszélyben És a zenekar játszik tovább… Wyatt Earp                       |
| 1995/06          | 6.      | Tom Hanks                                             | 82        | Forrest Gump A légy Időzített bomba                                         |
| 1995/07          | 7.      | Jean-Claude Van Damme                                 | 82        | Időzsaru Féktelenül Hegylakó 3. – A mágus                                   |
| 1995/08          | 8.      | Bruce Willis                                          | 82        | Világgá mentem Született gyilkosok Pancserock                               |
| 1995/09          | 9.      | James Belushi                                         | 82        | Ki nevet a végén? Interjú a vámpírral Az Árnyék                             |
| 1995/10          | 10.     | Kurt Russell                                          | 82        | Csillagkapu Csillagok háborúja-trilógia (eredeti trilógia) A kis gézengúzok |
| 1995/11          | 11.     | Jim Carrey                                            | 82        | A Maszk Az oroszlánkirály Szenvedélyek viharában                            |
| 1995/12          | 12.     | Johnny Depp                                           | 82        | Ed Wood A remény rabjai Kő egy csapat                                       |
| 1996/01          | 13.     | Dustin Hoffman                                        | 82        | Vírus Bad Boys – Mire jók a rosszfiúk? Richie Rich – Rosszcsont beforr      |
| 1996/02          | 14.     | Christopher Lambert                                   | 82        | A préda Gyorsabb a halálnál Die Hard – Az élet mindig drága                 |
| 1996/03          | 15.     | Chris O’Donnell Casper                                | 82        | Mindörökké Batman Rejtekhely A babysitter                                   |
| 1996/04          | 16.     | A fűnyíróember 2: Jobe háborúja                       | 82        | kongó Az első lovag A Dumbo hadművelet                                      |
| 1996/05          | 17.     | Kevin Costner Mel Gibson                              | 82        | A rettenthetetlen Waterworld – Vízivilág Mielőtt felkel a Nap               |
| 1996/06          | 18.     | Pierce Brosnan Babe                                   | 82        | Aranyszem Apolló 13 Dredd bíró                                              |
| 1996/07          | 19.     | Hirtelen halál Jean-Claude Van Damme Antonio Banderas | 82        | Bérgyilkosok Háború Az angyalok háborúja                                    |
| 1996/08          | 20.     | X-akták                                               | 82        | Ace Ventura 2. – Hív a természet Veszélyes kölykök Desperado                |
| 1996/09          | 21.     | Sharon Stone                                          | 82        | Casino A szakasz Mi a f... van                                              |
| 1996/10          | 22.     | A gonosz csábítása Julia Roberts                      | 82        | Szemtől szemben Aludj csak, én álmodom Jane Eyre                            |